# Чемпіонат світу з кросу 1976
Чемпіонат світу з кросу 1976 був проведений 28 лютого у британському Чепстоу, що в Уельсі. Траса змагань була прокладена на міському іподромі.
Місце кожної країни у командному заліку серед дорослих чоловічих команд визначалося сумою місць, які посіли перші шестеро спортсменів цієї країни. При визначенні місць дорослих жіночих та юніорських чоловічих команд брались до уваги перші чотири результати відповідно.

## Чоловіки
| Першість | Золото | Золото                             | Срібло | Срібло                             | Бронза | Бронза                             |
| -------- | --- | ---------------------------------- | --- | ---------------------------------- | --- | ---------------------------------- |
| Особиста | Карлуш Лопеш Португалія                                                                                               | 34.48                              | Ентоні Сіммонс Англія | 35.04                              | Берні Форд Англія | 35.07                              |
| Командна | АнгліяЕнтоні Сіммонс Берні Форд Девід Слейтер Гренвілл Так Девід Блек Майк Тегг Стів Кеньйон Енді Голден Денніс Коутс | 902 3 15 16 26 28 (47) (112) (129) | БельгіяКарел Лісмонт Гастон Рулантс Хендрік Схофс Едді Ромбо Віллі Полленіс Роберт Лісмонт Ерік де Бек Гілберт Масшалк Едді ван Муллем | 1184 13 17 19 27 38 (49) (65) (97) | ФранціяЖак Боксберже Люсьєн Ро Жан-Поль Гомес Жан-Люк Погам Домінік Ку Александр Гонсалес Радуан Бусте Патрік Мартен П'єр Левісс | 1879 18 25 32 46 57 (63) (71) (90) |

| Першість | Золото                                                                      | Золото                   | Срібло                                                                                    | Срібло            | Бронза                                                                           | Бронза                 |
| -------- | --------------------------------------------------------------------------- | ------------------------ | ----------------------------------------------------------------------------------------- | ----------------- | -------------------------------------------------------------------------------- | ---------------------- |
| Особиста | Ерік Гулст США                                                              | 23.54                    | Том Гант США                                                                              | 24.07             | Нат М'юр Шотландія                                                               | 24.17                  |
| Командна | СШАЕрік Гулст Том Гант Альберто Саласар Дон Мозес Марті Фроулік Ральф Серна | 16 очок1 2 5 8 (11) (19) | ІспаніяСантьяго Льйоренте Хосе Луїс Гонсалес Рафаель Нуньєс Антоніо Прієто Хосе Кальдерон | 609 12 15 24 (40) | АнгліяНік Ліс Джеремі Лотіан Найджел Філд Ніколас Браун Пол Беттрідж Девід Мерфі | 917 26 27 31 (46) (57) |

## Жінки
| Першість | Золото                                                                         | Золото                | Срібло                                                                                | Срібло            | Бронза                                                                             | Бронза                 |
| -------- | ------------------------------------------------------------------------------ | --------------------- | ------------------------------------------------------------------------------------- | ----------------- | ---------------------------------------------------------------------------------- | ---------------------- |
| Особиста | Кармен Валеро Іспанія                                                          | 16.20                 | Тетяна Казанкіна СРСР                                                                 | 16.39             | Габріелла Доріо Італія                                                             | 16.56                  |
| Командна | СРСРТетяна Казанкіна Гіана Романова Тетяна Галстян Раїса Катюкова Ольга Двірна | 33 очки2 8 11 12 (29) | ІталіяГабріелла Доріо Маргеріта Гаргано Сільвана Кручата Крістіна Томазіні Соня Бассо | 593 10 15 31 (57) | СШАЛінн Бйорклунд Доріс Герітадж Деббі Кватьє Джуді Грем Пола Неппел Шеріл Бріджес | 647 17 19 21 (24) (38) |

## Медальний залік
| Місце               | Країна              | Золото | Срібло | Бронза | Загалом |
| ------------------- | ------------------- | ------ | ------ | ------ | ------- |
| 1                   | США                 | 2      | 1      | 1      | 4       |
| 2                   | Англія              | 1      | 1      | 2      | 4       |
| 3                   | Іспанія             | 1      | 1      | 0      | 2       |
| 3                   | СРСР                | 1      | 1      | 0      | 2       |
| 5                   | Португалія          | 1      | 0      | 0      | 1       |
| 6                   | Італія              | 0      | 1      | 1      | 2       |
| 7                   | Бельгія             | 0      | 1      | 0      | 1       |
| 8                   | Франція             | 0      | 0      | 1      | 1       |
| 8                   | Шотландія           | 0      | 0      | 1      | 1       |
| Загалом (9 збірних) | Загалом (9 збірних) | 6      | 6      | 6      | 18      |

## Українці на чемпіонаті
У чемпіонаті взяла участь українська кросменка Раїса Катюкова з Київської області, яка фінішувала 12-ю в дорослому жіночому забігу, а у складі збірної СРСР стала чемпіонкою світу в командному заліку.